# Сан-Мартіню-ду-Вале
Сан-Мартіню-ду-Вале (порт. São Martinho do Vale; МФА: [ˈsɐ̃w maɾ.ˈti.ɲu du ˈva.ɫɨ]) — парафія в Португалії, у муніципалітеті Віла-Нова-де-Фамалікан. Розташована в північно-західній частині країни, на теренах історичної португальської провінції Дору-Міню. Входить до складу округу Брага. За адміністративним поділом, чинним до 1976 року, терени парафії були складовою провінції Міню. Належить до Бразької архідіоцезії Католицької церкви. Патрон — Мартин Турський. Площа — 3,6012 км². Населення — 2081 ос. (2011). Середньо урбанізований регіон. Густота населення — 577,86 осіб/км²
. Код — 031241.

## Назва
- Вале (Сан-Мартіню) (порт. Vale (São Martinho)) — офіційна назва.

## Населення
| Кількість мешканців | Кількість мешканців | Кількість мешканців | Кількість мешканців | Кількість мешканців | Кількість мешканців | Кількість мешканців | Кількість мешканців | Кількість мешканців | Кількість мешканців | Кількість мешканців | Кількість мешканців | Кількість мешканців | Кількість мешканців | Кількість мешканців |
| ------------------- | ------------------- | ------------------- | ------------------- | ------------------- | ------------------- | ------------------- | ------------------- | ------------------- | ------------------- | ------------------- | ------------------- | ------------------- | ------------------- | ------------------- |
| 1864                | 1878                | 1890                | 1900                | 1911                | 1920                | 1930                | 1940                | 1950                | 1960                | 1970                | 1981                | 1991                | 2001                | 2011                |
| 529                 | 556                 | 570                 | 600                 | 605                 | 633                 | 658                 | 820                 | 683                 | 991                 | 1 167               | 1 467               | 1 692               | 1 943               | 2 081               |